# Calenzano
Calenzano es una localidad y municipio italiano de la ciudad metropolitana de Florencia, región de la Toscana, con 	16.170 habitantes.

Ubicación de la ciudad de Calenzano dentro de la provincia de Florencia.

## Evolución demográfica
| Gráfica de evolución demográfica de Calenzano entre 1861 y 2001 |
|                                                                 |
| Fuente ISTAT - Elaboración gráfica por parte de Wikipedia       |